# ريتشارد كوالسكي
ريتشارد كوالسكي (بالإنجليزية: Richard Kowalski)‏ هو عالم فلك أمريكي، ولد في 1963.